# Нашвілл (аеропорт)
Міжнародний аеропорт Нашвілл (IATA: BNA, ICAO: KBNA, FAA ідент. місц.: BNA) — цивільний/військовий аеропорт у південно-східній частині Нашвілла (штат Теннессі, США). Летовище засноване в 1937 році, його початкова назва була Беррі-Філд, від якого походять її ідентифікатори IKAO та IATA. Свою нинішню назву аеропорт отримав у 1988 році. Міжнародний аеропорт Нашвілла має чотири злітно-посадкові смуги та займає 3900 акрів (1600 га).
Аеропорт обслуговується 22 авіакомпаніями та має 585 щоденних прилітаючих та вилітаючих рейсів із прямими рейсами до 96 аеропортів Північної Америки та Європи. Об'єднана база Беррі-Філд, колишня авіабаза національної гвардії Беррі-Філд, розташована в міжнародному аеропорту Нашвілла. База є домом для 118-го крила та 1/230-го ескадрильї повітряної кавалерії національної гвардії Теннессі.